# Le Ponant
Die Le Ponant ist ein französisches Segelschiff, das als Kreuzfahrtschiff eingesetzt wird. Das Schiff wird von Compagnie du Ponant betrieben.

## Beschreibung
Das Schiff wurde im Jahre 1991 unter der Baunummer 863-1 auf der Werft Société Française de Construction Navale (SFCN) in Villeneuve-la-Garenne bei Paris fertiggestellt. Der Dreimaster hat eine Segelfläche von insgesamt 1500 m². Als zusätzlicher Antrieb verfügt das Schiff über einen Sechzehnzylinder-Viertakt-Dieselmotor von Deutz mit 1680 kW Leistung, der auf einen Verstellpropeller wirkt.
Das Schiff bietet auf vier Passagierdecks Platz für 64 Passagiere, die in insgesamt 32 Kabinen untergebracht werden können. Die Anzahl der Besatzungsmitglieder beträgt 32 Personen.

## Piratenüberfall im Golf von Aden
Am 4. April 2008 um 11:15 Uhr Ortszeit wurde das Schiff auf dem Weg von den Seychellen ins ägyptische Alexandria im Golf von Aden vor der Küste Somalias von zwölf Piraten überfallen und mit 30 Besatzungsmitgliedern, entführt. Passagiere befanden sich zu diesem Zeitpunkt nicht an Bord des Schiffes, das von den Piraten in die Region vor der somalischen Provinz Puntland gebracht wurde. Am 5. April 2008 erreichte die Ponant den somalischen Hafen Garaad und ankerte dort.
Noch am Tag der Entführung um 13:30 Uhr Ortszeit löste der französische Premierminister den Notfallplan pirate-mer aus, der die Mobilisierung sämtlicher verfügbaren Kräfte vorsah.
Am Tag nach der Entführung entsandte Frankreich die Fregatte Commandant Bouan, die sich im Rahmen des multinationalen Einsatzverbandes Combined Task Force 150 in der Region befand, in das Seegebiet vor Somalia, um den Piraten zu folgen. Am 7. April wurde außerdem die Groupe d’intervention de la gendarmerie nationale (GIGN), eine Spezialeinheit zur Geiselbefreiung, in die Region geschickt, um die Besatzung des Schiffes notfalls gewaltsam zu befreien.
Weiterhin wurden der Hubschrauberträger Jeanne d’Arc und die Fregatte Jean Bart in das Seegebiet vor Somalia entsandt. Am 11. April, eine Woche nach der Entführung des Schiffes, wurde bekannt, dass die Piraten die Besatzung des Schiffes freigelassen hatten. Die Freigelassenen wurden zunächst von der Jean Bart aufgenommen und später auf einen französischen Militärstützpunkt in Dschibuti gebracht. Für die Freilassung war ein Lösegeld von 2.150.000 US-Dollar gezahlt worden. Der französische Kapitän, der sich zunächst noch in der Gewalt der Piraten befunden hatte, wurde kurz nach der Freilassung der Besatzung von Soldaten der französischen Marine befreit und die an Land fliehenden Piraten mit einem Hubschrauber verfolgt. Bei dem Einsatz konnten sechs Verdächtige gefangen genommen werden, drei weitere Personen kamen ums Leben. Im Wagen der Verhafteten fanden sich Teile des Lösegeldes und Waffen.
Alle sechs wurden am 15./16. April 2008 nach Frankreich verbracht, am 18. April 2008 dem Haftrichter vorgeführt und schließlich angeklagt. Das Schwurgericht Paris (cour d’assises) sprach am 14. Juni 2012 zwei der Angeklagten frei und verurteilte die anderen vier zu Freiheitsstrafen zwischen vier und zehn Jahren. In der Folge wurden die beiden Freigesprochenen haftentschädigt. Wegen einer konventionswidrigen Verzögerung bei der Vorführung vor den Haftrichter wurde Frankreich vom Europäischen Gerichtshof für Menschenrechte 2015 zur Entschädigung gegenüber allen sechs Verhafteten verurteilt.